# Аморалният мистър Тийс
„Аморалният мистър Тийс“(на английски: The Immoral Mr. Teas) е първият пълнометражен и комерсиално успешен филм заснет от американския режисьор и фотограф Ръс Майер. Филмът е определян като еротична комедия и е известен с широката демонстрация на женска голота. При бюджет от 24 000$ донася приходи за над 1 000 000$.

## Сюжет
Единственото звуково оформление на филма е гласът на разказвача и много монотонна музика.
Главният герой, мистър Тийс (Бил Тийс) е търговец на дентални продукти, който обикаля с колелото си от офис на офис, за да продава стоката си. Тийс е неугледен и срамежлив човек, който харесва да гледа целуващи се двойки и да се заглежда в гърдите на всяка преминаваща покрай него жена. Нито едно момиче не му обръща внимание, дори да се заглежда настоятелно в деколтето ѝ. Единствената жена, с която прави секс е една проститутка, но и към нея подхожда нерешително. Веднъж след посещение при зъболекар, вследствие на упойката, Тийс осъзнава, че анестезията е развила в него способността да вижда всички срещнати жени абсолютно голи. Отначало той е изключително щастлив от тази дарба, но скоро започва да се срамува. За да си отдъхне от работата и заобикалящата го голота отива сред природата, където заспива по време на риболов. Там той вижда три жени да се къпят чисто голи в неговия поглед. Тези три жени той ги вижда всеки ден в любимото си кафене-секретарка, медицинска сестра и официантка. Връщайки се у дома, Тийс решава да се консултира с психолог, но дори психоложката вижда гола.

## Продукция
Филмът е заснет за четири дни през есента на 1958 година при бюджет от 24 хиляди долара.
До излизането му единствените филми, в които е показвана откровена голота са порнографските филми, заснети на 16 мм. лента.

### Реализация
„Аморалният мистър Тийс“ е първият не порнографски филм, който показва женска голота. Той популяризира жанра еротична комедия в киното. По време на премиерата в кинотеатъра в Сан Диего прожекцията е спряна и филмът е иззет от полицията. Повторната му премиера е през 1960 г. в Сиатъл.

## Интересни факти
Изпълнителят на главната роля Бил Тийс и режисьорът Ръс Майер са приятели от времето на Втората световна война. Майер позволява на Тийс да използва истинското си име във филма.
Авторът на музиката Едуард Дж. Лаксо участва и в ролята на разказвача.